# Safran Arrano
Le Safran Arrano est un turbomoteur fabriqué par Safran Helicopter Engines pour propulser les hélicoptères monomoteurs de deux à trois tonnes, ou bimoteurs de quatre à six tonnes. Il fournit une puissance de 820 à 970 kilowatt (1 100 à 1 300 cv).

## Développement
Testé pour la première fois au banc d'essai en février 2014, à Bordes dans les Pyrénées-Atlantiques, sa base thermodynamique provient du démonstrateur Clean Sky Tech 800, testé en avril 2013. Il propulse l'Airbus Hélicoptères H160, qui a fait son premier vol à Marignane le 27 janvier 2016.
En octobre 2017, les prototypes ont cumulé plus de 4 000 heures de tests et 700 h de temps de vol. Les premières unités de production doivent alors être livrées au début de 2018, afin de permettre l’entrée en service du H160 en 2019. Les tests de fonctionnement avec pales endommagées, de fonctionnement sans lubrification, et de fonctionnement en altitude ont été effectués en 2016 à Saclay, avant de réaliser, en 2017, les tests d’autonomie dans toutes les conditions de fonctionnement avant la certification.
En octobre 2018, le programme avait cumulé plus de 7 500 h de test, dont 1 500 h de temps de vol. Les essais de certification sont alors quasiment achevés, et la quasi-totalité de la documentation nécessaire est prête pour une certification au premier trimestre 2019, et une entrée en service avant 2020 avec le H160.

## Conception
Le Safran Arrano doit réduire la consommation de carburant de 10 à 15% par rapport aux moteurs plus anciens, et contribuer à améliorer la  charge utile des futurs hélicoptères, et, grâce à sa taille réduite, est prévu pour faciliter l'entretien et les réparations.
En croisière, son cycle thermodynamique est amélioré par des aubes de guidage à géométrie variable placées en amont du compresseur. La fabrication des injecteurs de la chambre de combustion utilise le procédé de fusion sélective par laser.

## Applications
- Airbus Hélicoptères H160